# Bairro Alto
Il Bairro Alto è un caratteristico quartiere centrale di Lisbona. 

## Storia
Sviluppatosi con l'espansione urbana di Lisbona sul finire del XV secolo, il quartiere, solo marginalmente danneggiato dal terremoto di Lisbona del 1755 e non interessato da significativi interventi di costruzione nel corso del XX secolo, contiene un importante patrimonio architettonico storico. 
Nel corso del Novecento nel quartiere avevano le proprie sedi numerosi periodici portoghesi (come indicato anche dalla toponomastica del quartiere, ad es. Rua de O Século, in riferimento all'importante giornale portoghese O Século, attivo tra il 1880 ed il 1977), delle quali rimane oggi solo quella del periodico sportivo A Bola. 
A partire dagli anni Settanta e Ottanta del Novecento il Bairro Alto si è affermato come attrazione turistica e luogo di vita notturna, con attività di ristorazione (ad esempio le tascas, una sorta di osterie monolocale a conduzione familiare) e intrattenimento che coesistono con la vita locale dei residenti. 

## Geografia
Il quartiere, situato su un plateau con una quota altimetrica media di 76 metri sul livello del mare, è raggiungibile dalla parte bassa di Lisbona incamminandosi attraverso strade ripide (ad es. Rua do Alecrim, che collega il Bairro Alto al Cais do Sodré) o tramite l'elétrico 28E (il quale percorre Rua do Loreto, Largo Calhariz e la Calçada do Combro, lungo il margine meridionale del quartiere), oppure anche per mezzo di due funicolari, l'elevador da Bica (il quale collega Rua de São Paulo, sul margine della Baixa Pombalina, con la Calçada do Combro e il Largo do Calhariz, sul margine meridionale del Bairro Alto, attraversando il quartiere di dimensioni esigue della Bica) e l'elevador da Glória (che collega Praça dos Restauradores con il Jardim de São Pedro de Alcântara).
Il quartiere è delimitato a ovest dalla Rua de O Século, a est dalla Rua da Misericórdia e dalla Rua São Pedro de Alcântara, a nord dalla Rua D. Pedro V e a sud dalla Calçada do Combro, dal Largo do Calhariz, da Rua do Loreto, e da Largo de Camões. Il territorio del Bairro Alto ricade integralmente nella freguesia della Misericórdia. 
Il Bairro Alto confina a sud con il quartiere della Bica, a ovest con il quartiere di São Bento, a nord-ovest con il quartiere Príncipe Real, a est/sud-est con il quartiere Chiado, che inizia con la Praça de Luís de Camões e il Largo do Chiado.

## Monumenti e luoghi d'interesse

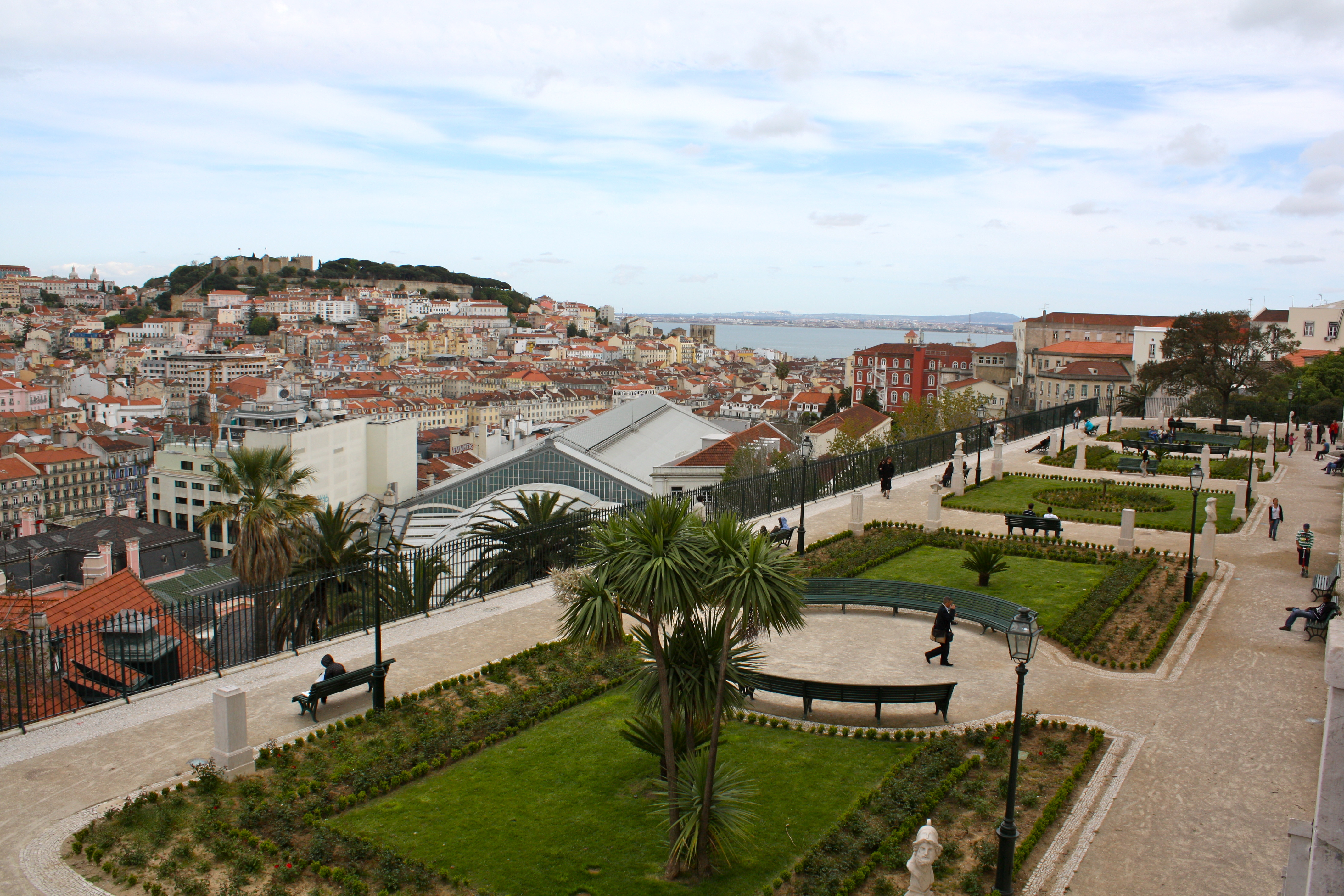
Panorama della città dal Jardim de São Pedro de Alcântara.

- Colégio dos Inglesinhos, situato in Rua de São Sebastião da Pedreira. Ex seminario cattolico, in seguito utilizzato per eventi culturali, è oggi di proprietà privata.
- Convento dos Caetanos, situato in Rua dos Caetanos. Ex convento, dal 1837 al 1983 ha ospitato il Conservatorio nazionale.
- Palacete das Laranjeiras, in Rua de São Pedro de Alcântara, risalente agli inizi del XIX secolo.
- Palácio do Correio Velho o Palácio Marim Olhão, sulla Calçada do Combro, n.º 38, risalente alla fine del XVII secolo.
- Museu da Farmácia, in Rua de Santa Catarina, n.º 2-4
- Igreja de São Roque, situata ai margini del quartiere, in Rua São Pedro de Alcântara.
- Instituto São Pedro de Alcântara, in passato un convento, situato in Rua Luisa Todi.
- Convento de Nossa Senhora de Jesus, in Rua da Academia das Ciências, sede dell'Accademia delle scienze di Lisbona.
- Palácio Pombal in Rua de O Século, luogo di nascita del Marchese di Pombal.
- Chafariz da Rua do Século, fontana pubblica del XVIII secolo progettata da Carlos Mardel, situata di fronte al Palácio Pombal.
- Museu Maçónico Português, presso la sede del Grande Oriente Lusitano in Rua do Grémio Lusitano.
- Jardim do Príncipe Real, situato in Praça do Príncipe Real, in prossimità del margine nord-occidentale del quartiere.
- Jardim de São Pedro de Alcântara, situato in Rua de São Pedro de Alcântara, sul margine nord-orientale del quartiere. È il capolinea dell'Elevador da Glória. Nel giardino c'è un belvedere che spazia sull'Alfama e il castello di San Giorgio.

## Galleria d'immagini

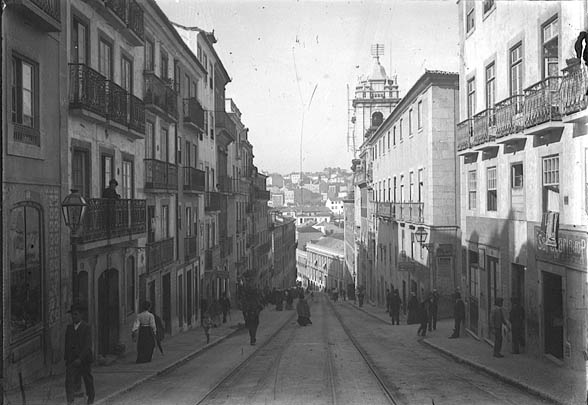
La Calçada do Combro, una delle vie di accesso al Bairro Alto, in una foto dei primi del Novecento di Charles Chusseau-Flaviens.
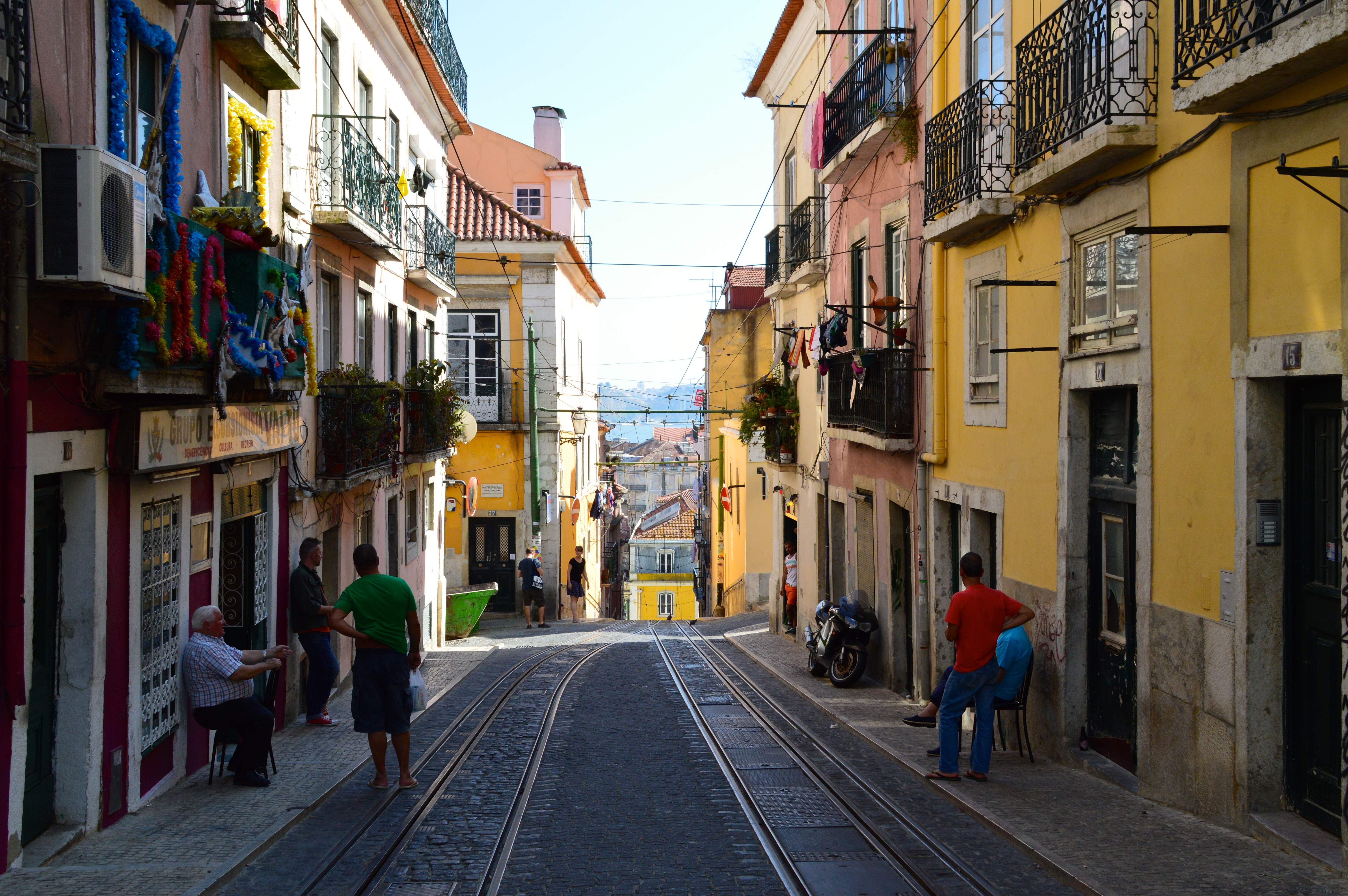
Uno scorcio caratteristico del quartiere Bica, adiacente al Bairro Alto e considerato una sua estensione, nella Rua da Bica de Duarte Belo.
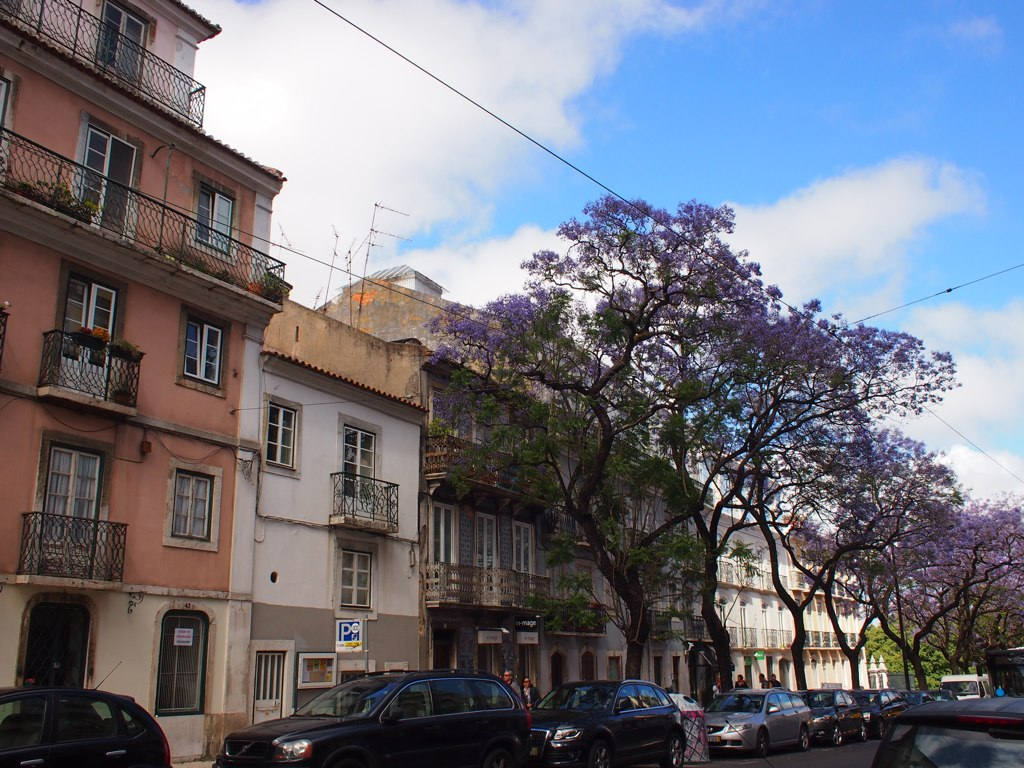
La Rua D. Pedro V, che delimita a nord il Bairro Alto.
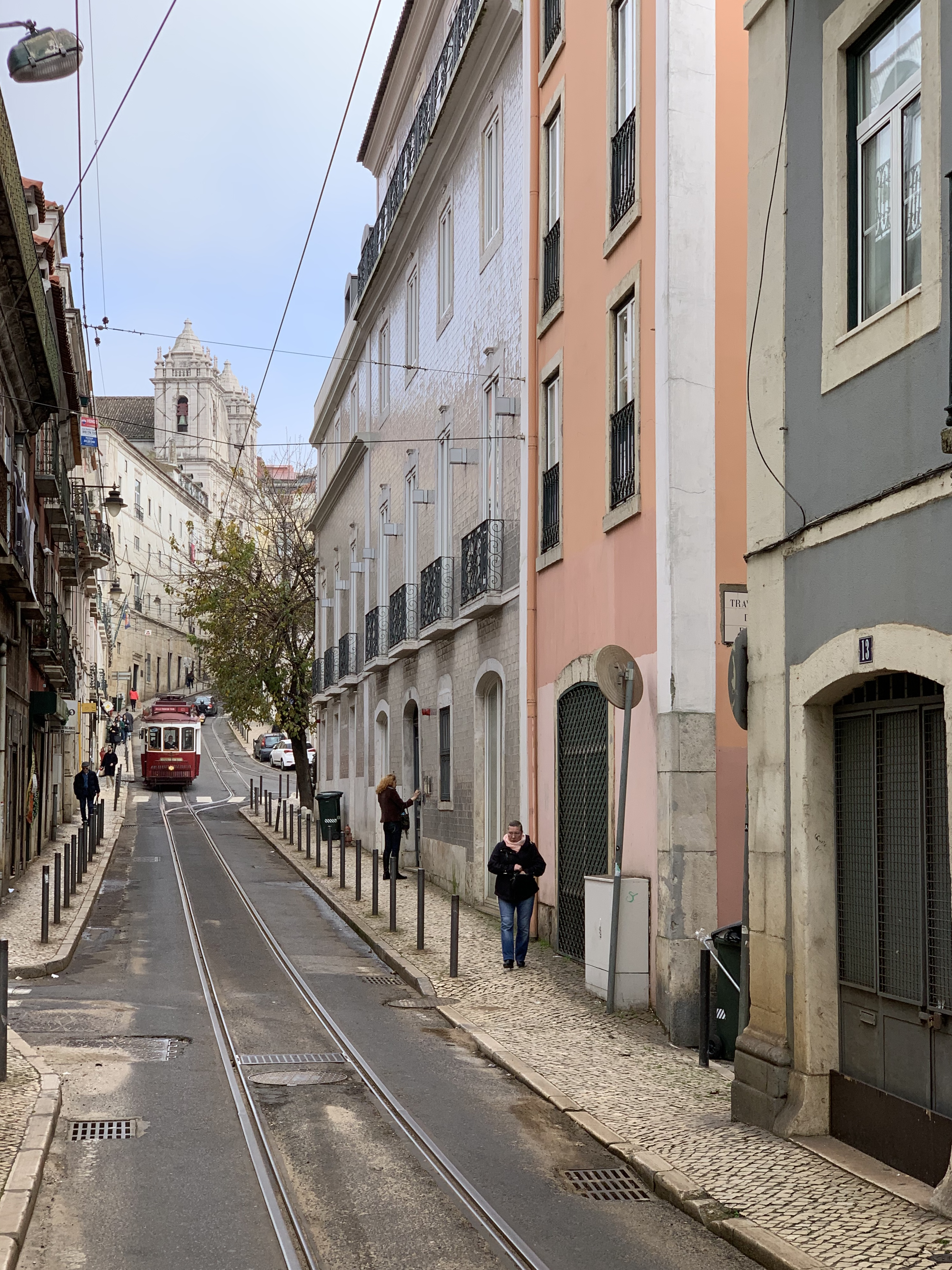
Rua Poiais de São Bento e la sua prosecuzione, la Calçada do Combro, con l'Igreja de Santa Catarina visibile in alto a sinistra.
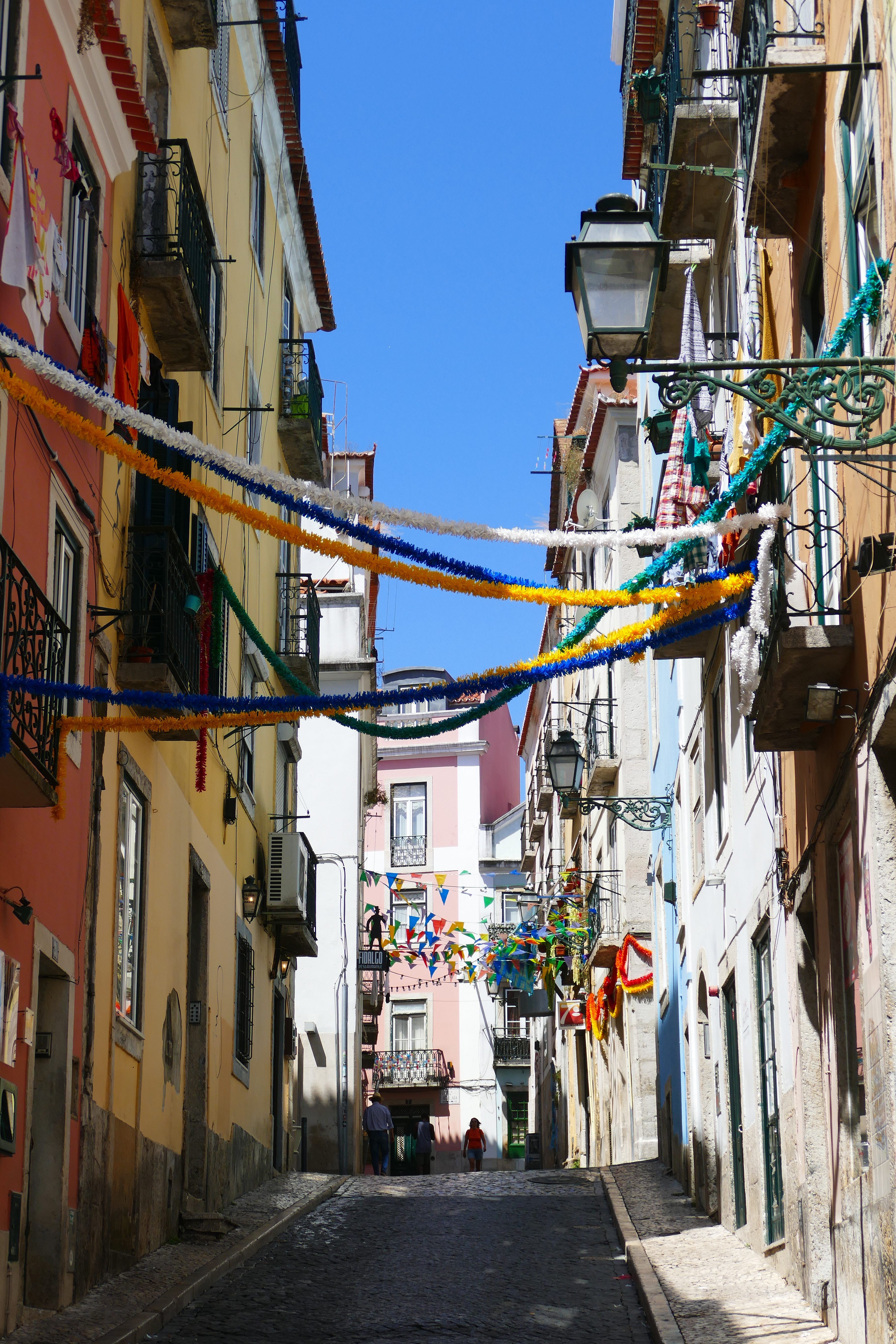
Rua da Barroca con Rua da Atalaia sullo sfondo, addobbate durante le Festas dos Santos Populares.
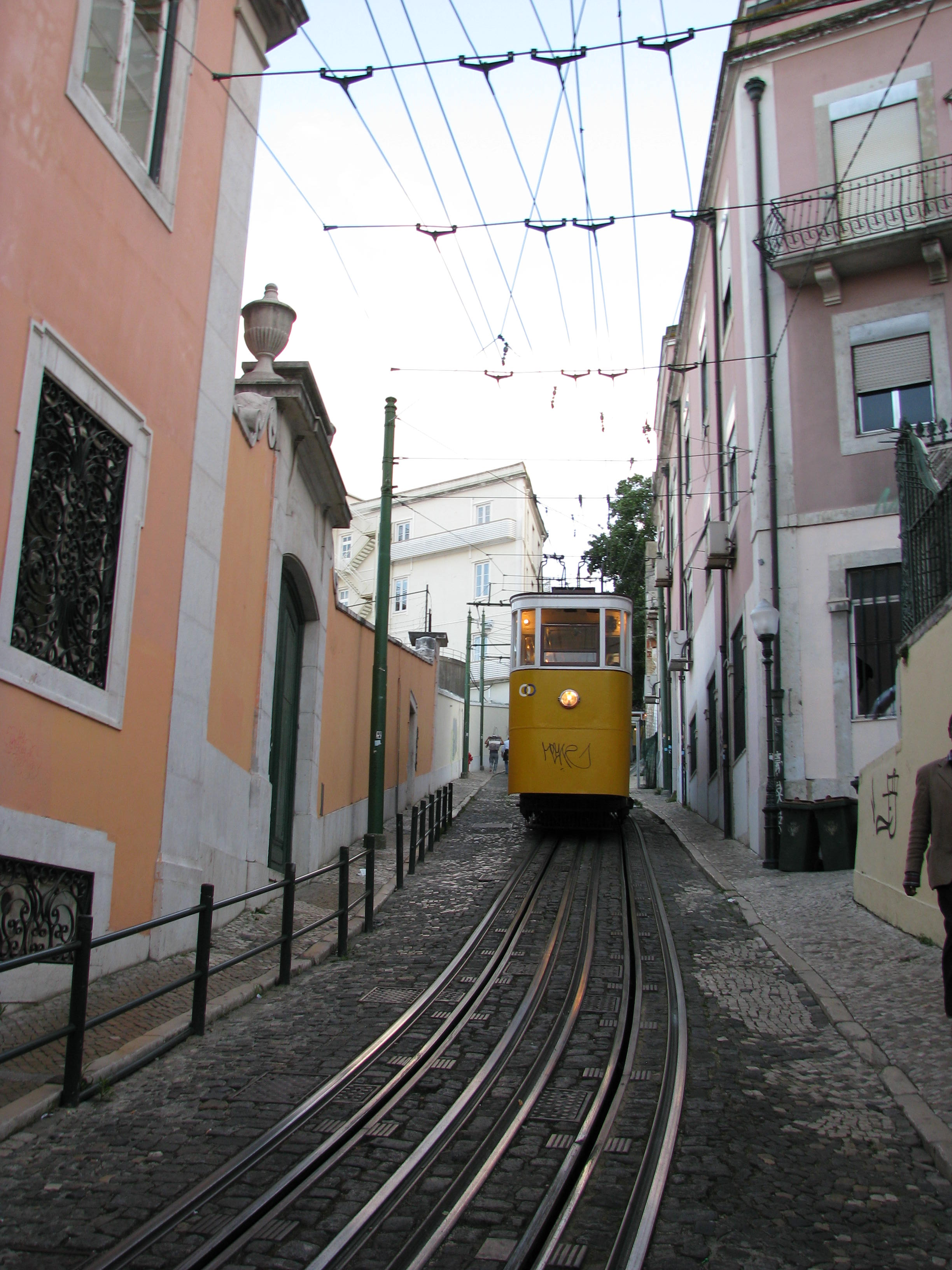
La Calçada da Glória, servita dall'Elevador da Glória, è posta al margine orientale del Bairro Alto.
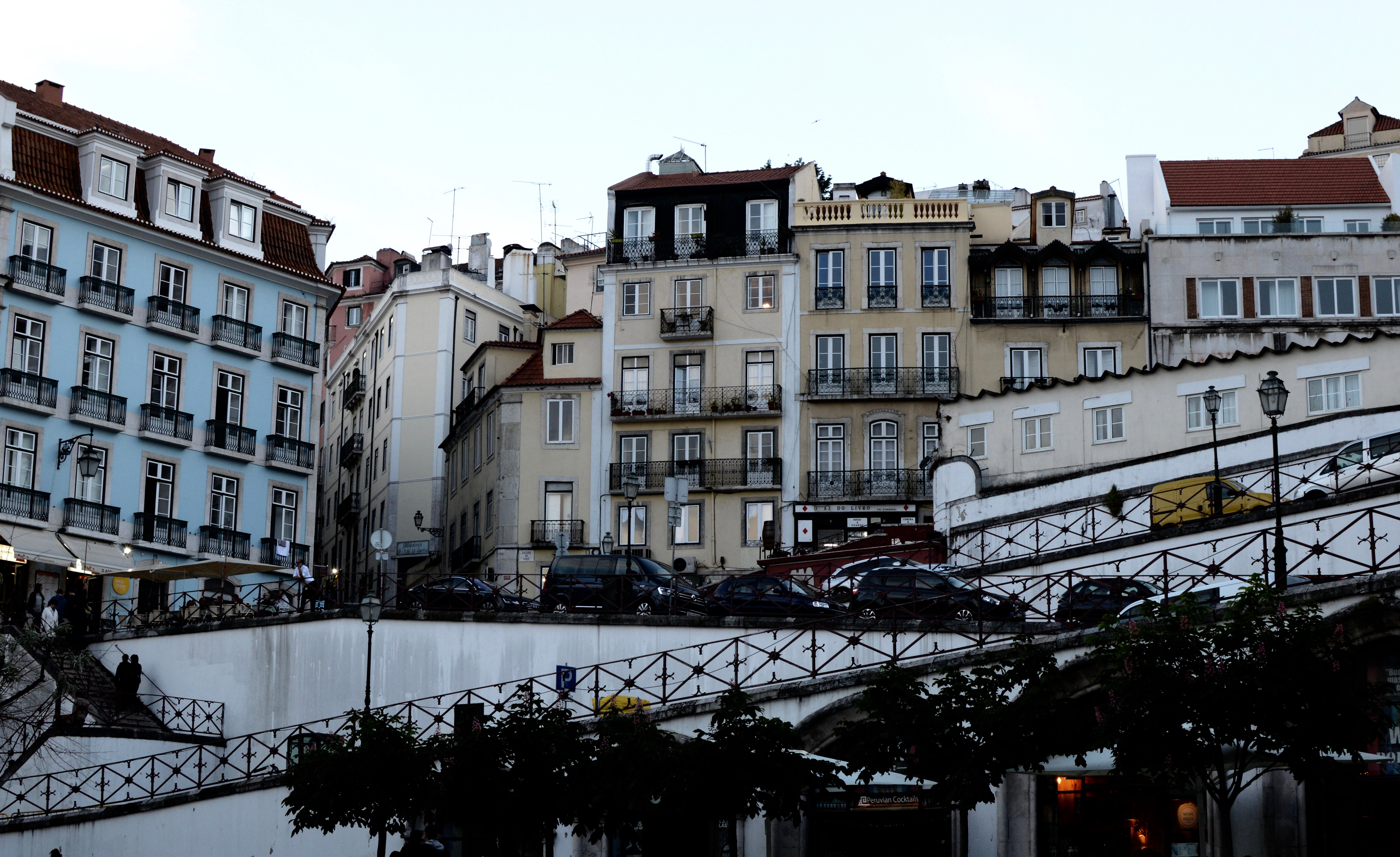
Scalinata nei pressi della Calçada do Carmo, una delle vie d'accesso al Bairro Alto dal Rossio.
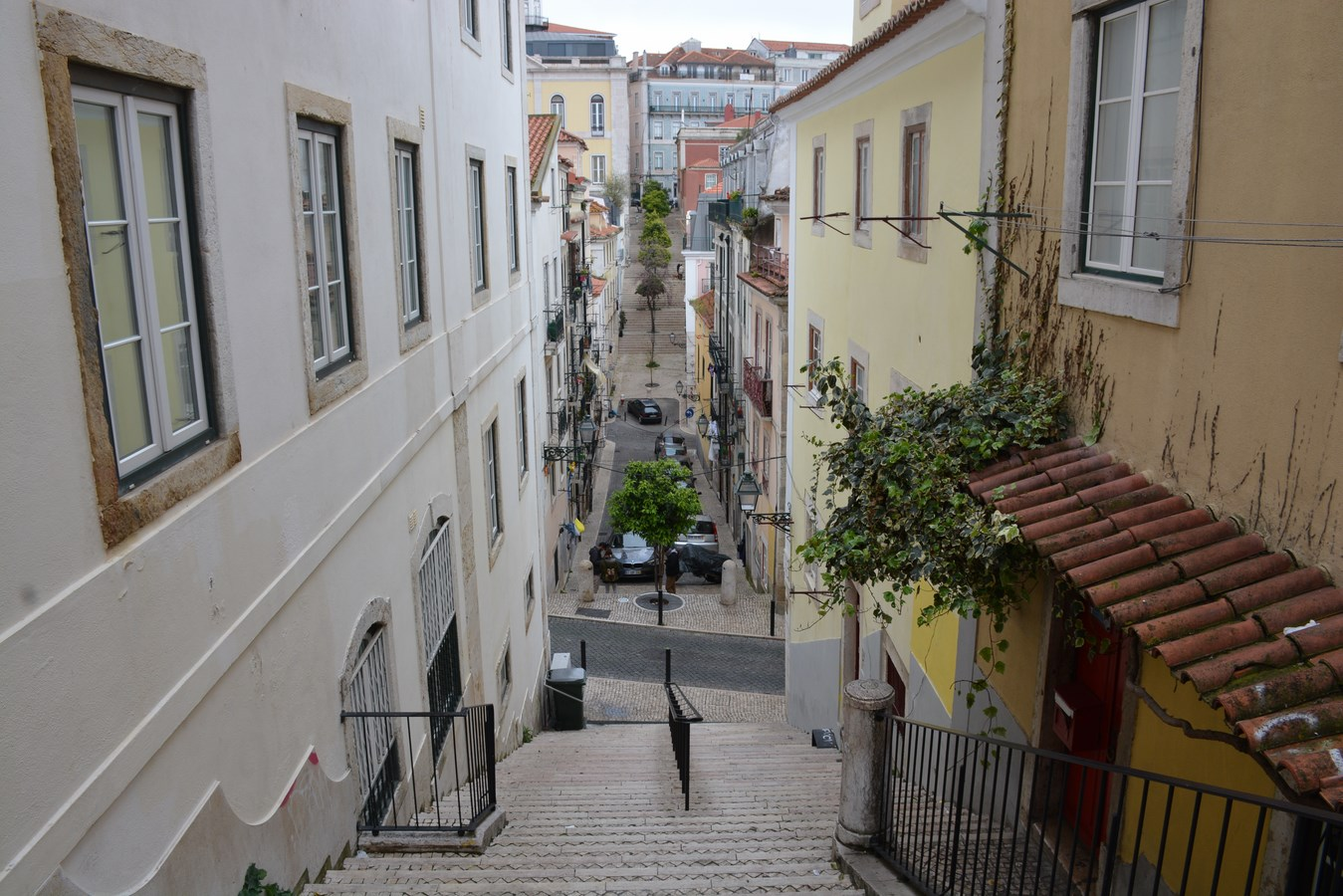
Scalinata nella Travessa da Laranjeira, presso l'intersezione con Rua Marechal Saldanha.
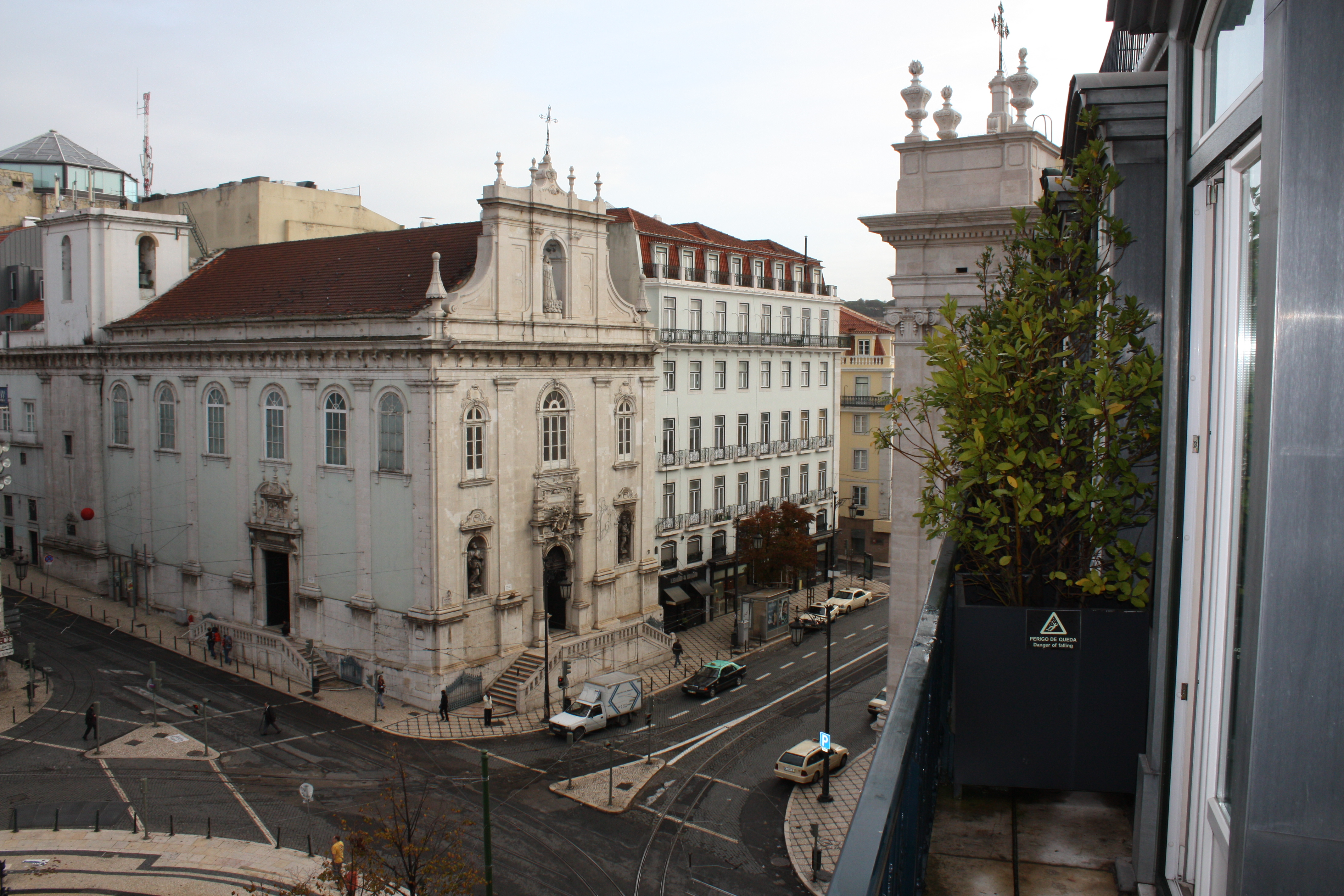
Vista della zona compresa tra Praça Luís de Camões e il Largo do Chiado, al limite sud-orientale del Bairro Alto. Al centro della foto, l'Igreja do Loreto.
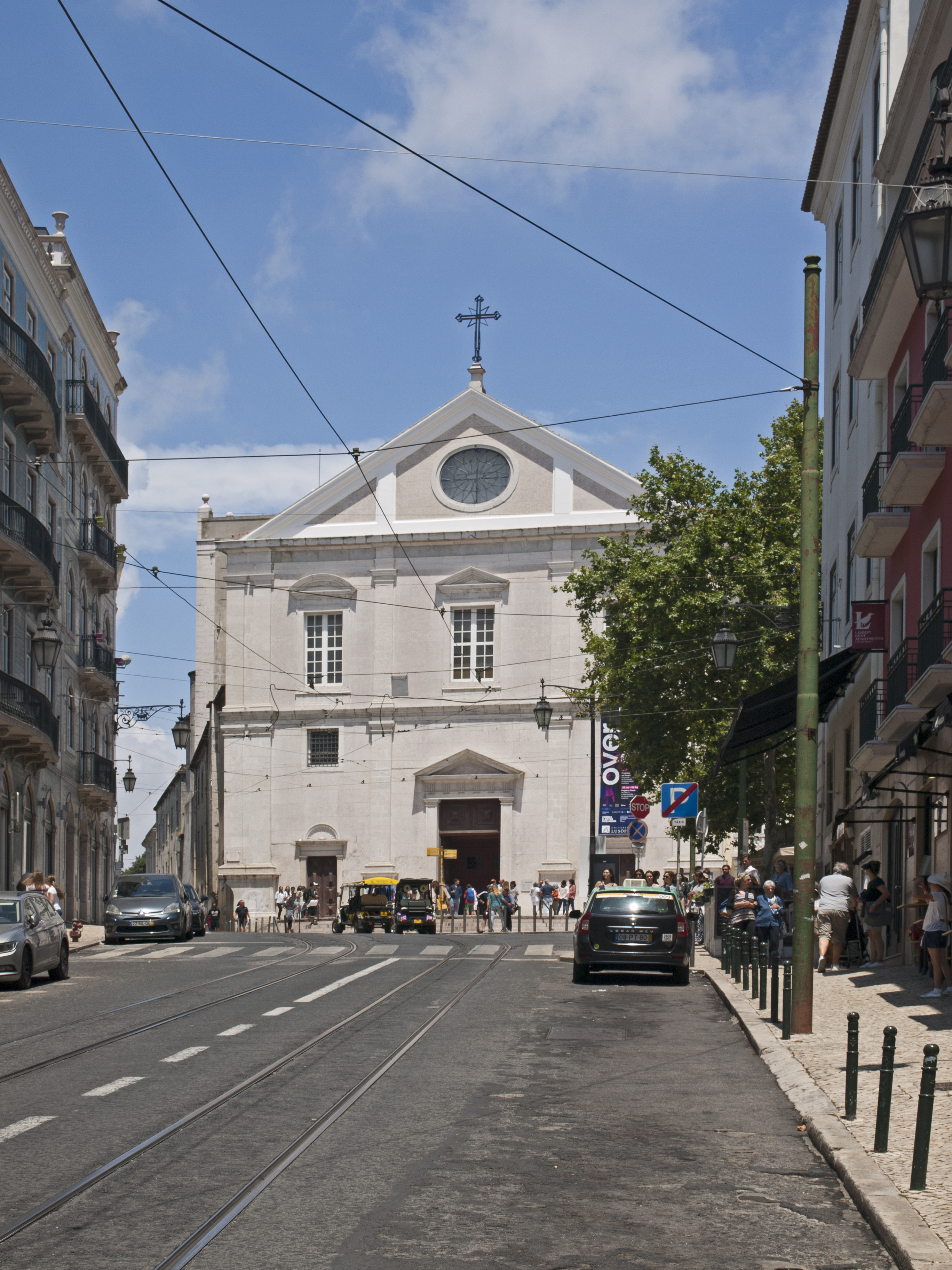
L'Igreja de São Roque vista da Rua da Misericórdia.
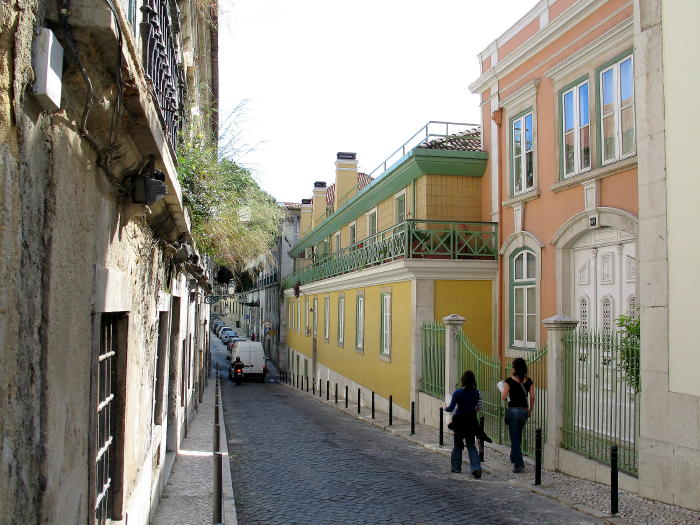
Rua de O Século.
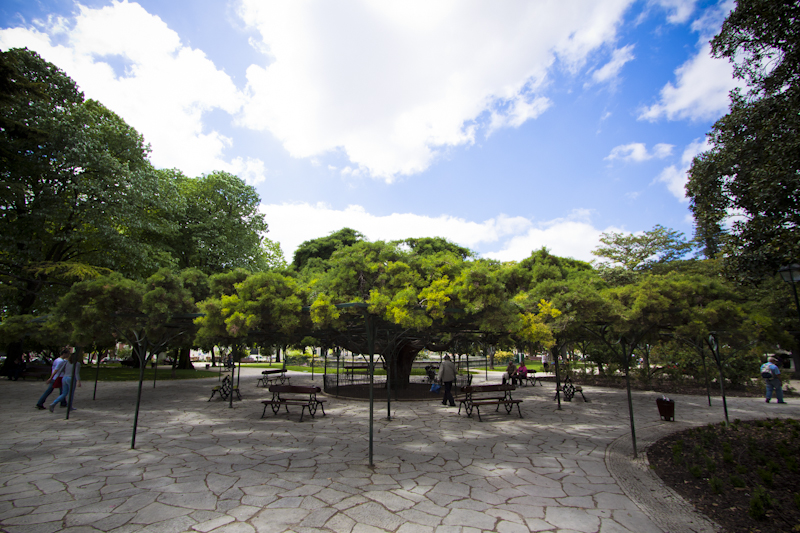
Jardim França Borges, noto anche come Jardim do Príncipe Real dal nome della piazza in cui sorge, è posto in prossimità del limite nord-occidentale del Bairro Alto.